# نظرية التسعير بالمراجحة
في العلوم المالية، نظرية التسعير بالمراجحة هي نظرية عامة لتسعير الأصول تنص على أنه يمكن نمذجة العائد المتوقع للأصل المالي كدالة خطية للعوامل المختلفة أو مؤشرات السوق النظرية، تُمثّل فيه الحساسية للتغيرات في كل عامل بواسطة معامل بيتا الخاص بالعامل. سيُستخدم بعد ذلك معدل العائد المشتق من النموذج لتسعير الأصل بشكل صحيح، يجب أن يساوي سعر الأصل سعره المتوقّع نهاية الفترة مخصومًا بالسعر الذي يقدّمه النموذج. إذا اختلف السعر، يجب أن تعيده المراجحة إلى طبيعته. اقترح عالم الاقتصاد ستيفن روس النظرية في عام 1976. يستخدم هيكل نموذج العامل الخطي لنظرية التسعير بالمراجحة أساسًا للعديد من أنظمة المخاطر التجارية التي يستخدمها مديرو الأصول.

## المراجحة
المراجحة هي ممارسة أخذ العائد الإيجابي المتوقع من الأوراق المالية التي يُبالغ في تقديرها أو تُقدّر بأقل من قيمتها في الأسواق غير الفعالة دون أية مخاطر إضافية ودون اية استثمارات إضافية.

### آلياتها
في سياق نظرية التسعير بالمراجحة، تتكون المراجحة من التداول في أصلين (2 من الاصول)، على أن يكون أحدهما على الأقل مُسعّرًا. يبيع المراجح الأصل غالي الثمن ويستخدم العائدات لشراء أصل رخيص نسبيًا.
بموجب نظرية التسعير بالمراجحة، تعتبر الأصول مسعّرة بشكل خاطئ إذا اختلف سعرها الحالي عن السعر الذي توقعه النموذج. يجب أن يساوي سعر الأصل اليوم مجموع جميع التدفقات النقدية المستقبلية المخصومة بمعدل نظرية التسعير بالمراجحة، حيث يكون العائد المتوقع للأصل دالة خطية لعوامل مختلفة، وتمثل الحساسية للتغيرات في كل عامل من خلال معامل بيتا خاص بالعامل.
قد يكون الأصل المُسعَّر بشكل صحيح أصلًا اصطناعيًا، أو محفظة تتكون من أصول أخرى ذات أسعار صحيحة. لدى هذه المحفظة نفس الانكشاف لكل من عوامل الاقتصاد الكلي مثل الأصول المسعرة خطأً. ينشئ المراجح المحفظة من خلال تحديد عدد من الأصول المسعرة بشكل صحيح (واحد لكل عامل مخاطرة، مضافًا إليها واحد) ثم ترجيح الأصول بحيث تكون المحفظة التجريبية لكل عامل هي نفسها للأصول التي تُسعّر بشكل خاطئ.
عندما يكون المستثمر صاحب حساب أصول دائن وحساب مدين في المحفظة (أو العكس)، فقد أنشأ وضعية لديها عائد أيجابي متوقع (الفرق بين عائد الأصول وعائد المحفظة) ولديها انكشاف صافٍ على عوامل الاقتصاد الكلي يبلغ صفرًا، وبالتالي فهي خالية من المخاطر (بخلاف المخاطر المحددة للشركة). إذن، يصبح المراجح في وضع يسمح له بتحقيق ربح خال من المخاطر.

## تطبيقها
حدد تشين ورول وروس عوامل الاقتصاد الكلي التالية على أنها مهمة في تفسير عوائد السندات:
- مفاجآت في التضخم
- مفاجآت في الناتج القومي الإجمالي كما هو مبين في مؤشر الإنتاج الصناعي
- مفاجآت في ثقة المستثمر بسبب التغيرات في أقساط التخلف عن السداد في سندات الشركات
- تحولات مفاجئة في منحنى العائد.

يمكن استخدام المؤشرات أو أسعار السوق الفورية أو الآجلة بدل عوامل الاقتصاد الكلي، والتي يُبلغ عنها بتواتر زمني منخفض (على سبيل المثال مرة كل شهرا) وغالبًا مع أخطاء تقديرة كبيرة. تُشتقّ مؤشرات السوق في بعض الأحيان عن طريق تحليل العوامل. أكثر «المؤشرات» المباشرة التي يمكن استخدامها هي:
- أسعار الفائدة قصيرة الأجل.
- الفرق في أسعار الفائدة طويلة الأجل وقصيرة الأجل.
- مؤشر أسهم متنوع مثل ستاندرد أند بورز 500 ونازداك
- أسعار النفط
- أسعار الذهب أو المعادن الثمينة الأخرى
- أسعار صرف العملات